# Villa Kuntze
Die Villa Kuntze ist eine „prachtvolle neobarocke Villa“ in der Oberen Bergstraße 16 im Stadtteil Niederlößnitz der sächsischen Stadt Radebeul. Das Gebäude wurde 1899/1901 durch den Architekten Oskar Menzel für den Bankier Albert Kuntze (junior) entworfen. Auch das unter der Adresse Obere Bergstraße 14 zu findende Pförtnerhaus aus dem Jahr 1900 stammt von Oskar Menzel. Die Villa steht am Fuße der Weinberge innerhalb des  Denkmalschutzgebiets Historische Weinberglandschaft Radebeul sowie im Landschaftsschutzgebiet Lößnitz. Beide Gebäude wurden bereits in der Kreisdenkmalliste von 1979 als Rolf-Helm-Straße 14 (mit Torhaus) aufgeführt.

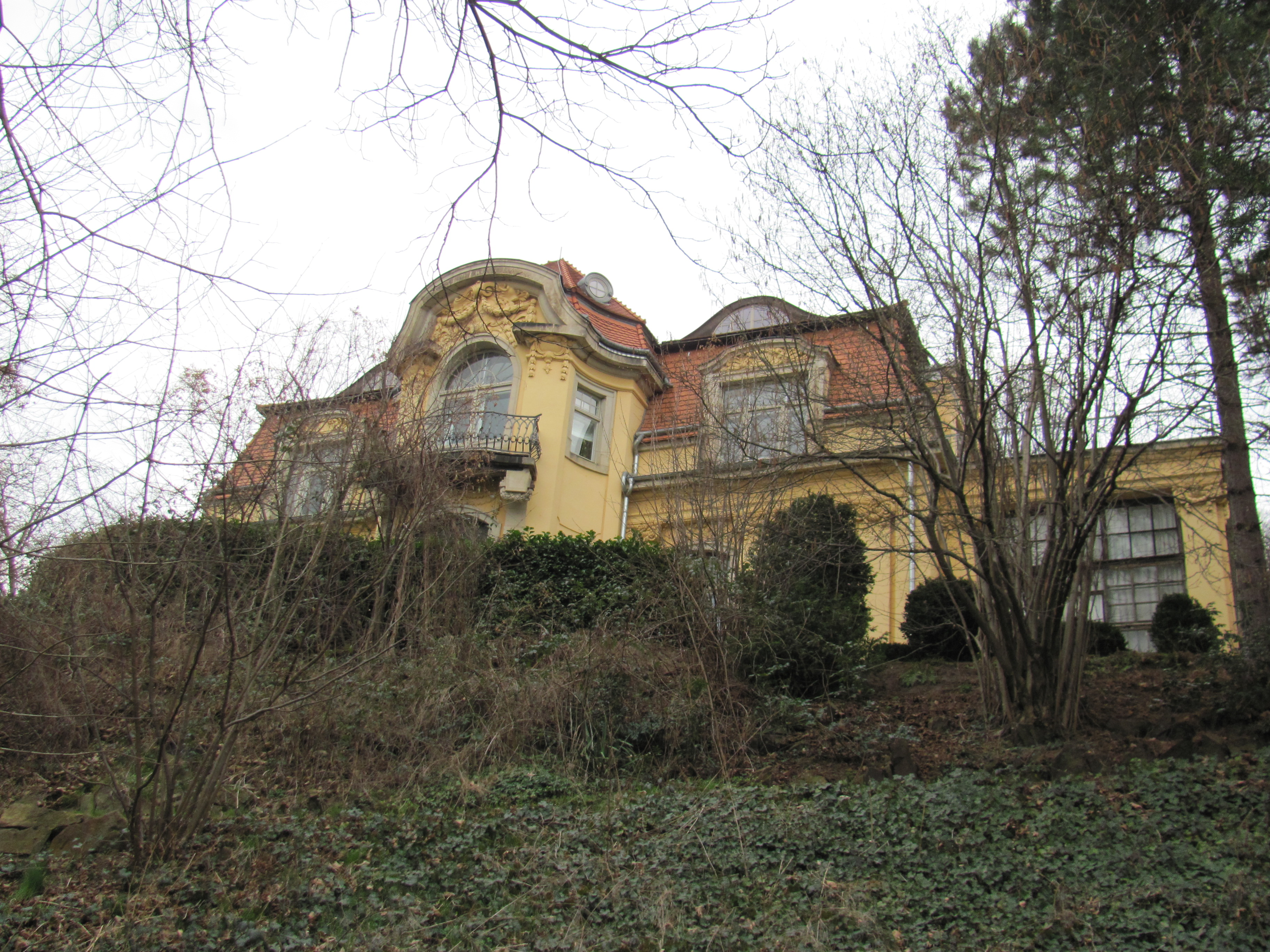
Villa Kuntze

Zur gleichen Zeit baute Menzel für Kuntzes Schwester Thekla, die das väterliche Haus Albertsberg geerbt hatte, dieses um, während die Geschwister Frida mit der Villa Sommer und Max mit der Villa Max Kuntze Neubauten erhielten.

## Beschreibung

### Villa

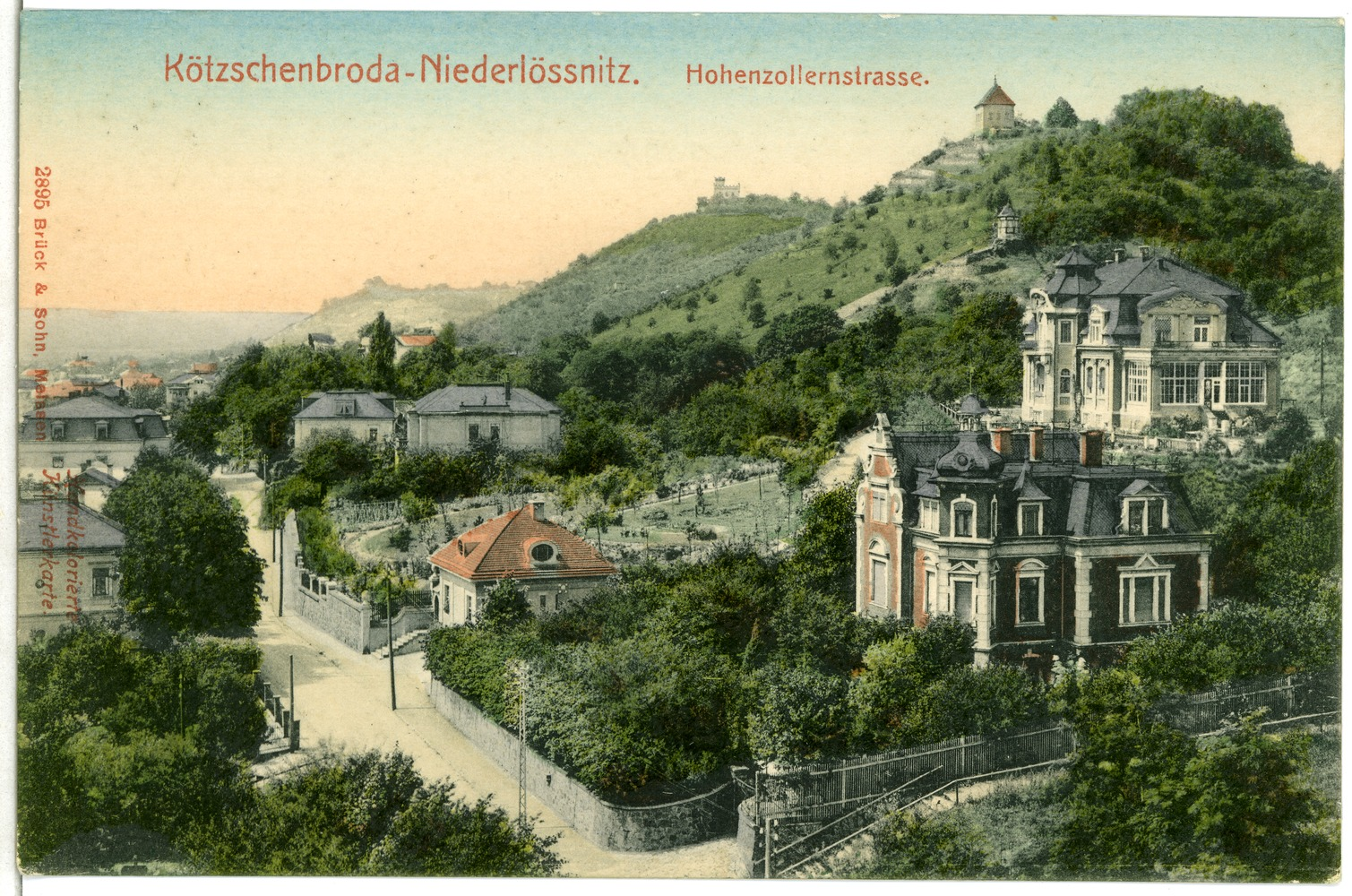
Hohenzollernstraße, 1908
re.: Villa Kuntze, Bildmitte: Pförtnerhaus, re. unten Obere Bergstraße 12. Über dem Pförtnerhaus: Villa Dorothee, links daneben Finstere Gasse 2

Links die Villa von Albert Kuntze auf noch unbegrüntem Baugrund, darunter deren Pförtnerhaus. Rechts die Naturheilanstalt „Schloss Niederlössnitz“, Mitte: Das Rote Haus. Handkolorierte Ansichtskarte um 1900.

Die eingeschossige, mit Torhaus (Nr. 16), Toranlage und Einfriedung unter Denkmalschutz stehende Villa liegt tief im Grundstück auf einem ehemaligen Weinbergshang. Der reich gegliederte Putzbau wird durch Stuckdekor verziert, die Fenster werden durch Sandsteingewände eingefasst.
Sie steht auf einem hohen Sockel und hat ein ausgebautes Mansarddach mit breiten Zwerchhäusern mit Pilastergliederung unter einem geschweiften Abschluss, in diesen befinden sich Rechteckfenster. Nach Süden zeigt die Villa mittig einen zweigeschossigen, konkav-konvexen Risalit mit Pilastergliederung und einem geschweiften Giebelabschluss. Auf diesem befand sich ehemals noch ein zeltartiger Dachaufsatz mit einer Laterne. Das obere Giebelfeld wird durch voluminöse Stuckornamentik verziert. Das sich darunter befindliche Rundbogenfenster des Obergeschosses geht auf einen auf Konsolen gelagerten Balkon mit schmiedeeisernem Balkongitter. Das breite Fenster im Erdgeschoss wird, wie alle Fenster dieser Etage, oben durch einen Segmentbogen begrenzt.
In der rechten Seitenansicht befindet sich der Eingang, der in eine weitgehend verglaste, wintergartenartige Halle führt. Diese ist ebenfalls durch Pilaster verziert und hat obenauf einen Austritt aus dem Dachgeschoss.

### Pförtnerhaus

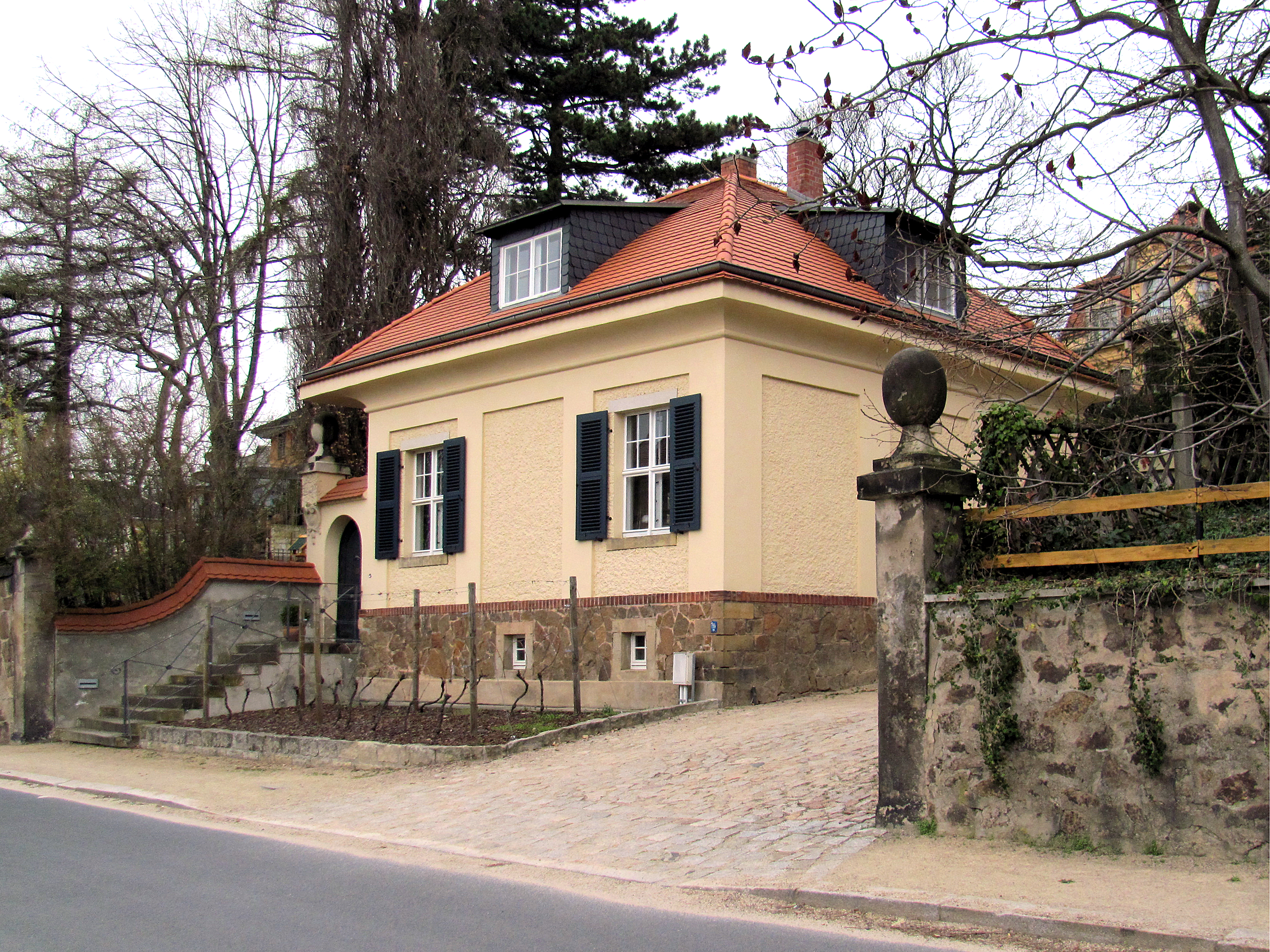
Pförtnerhaus der Villa Kuntze

Das eingeschossige, unter Denkmalschutz stehende Pförtnerhaus (Lage) hat einen fast quadratischen Grundriss. Das flache Zeltdach weist konvex geführte Dachgrate auf. Die Verputzung des auf einem Bruchsteinsockel stehenden Gebäudes zeigt eine differenzierte Struktur, da Lisenen und das Dachgesims glatt geputzt sind, während auf die entstehenden zurückliegenden Felder rauer Spritzputz aufgebracht ist.
In der linken Seitenansicht befindet sich der Zugang zum Gebäude über eine Freitreppe und durch einen ziegelgedeckten Türbogen, dessen freie Ecksäule auf der linken Seite eine Sandsteinkugel und eine Wappenkartusche trägt. Die Zufahrt befindet sich auf der rechten Seite des Hauses.